# Culgoa River
Culgoa River är ett vattendrag i Australien. Det ligger i delstaten Queensland, omkring 710 kilometer sydväst om delstatshuvudstaden Brisbane.
Omgivningarna runt Culgoa River är i huvudsak ett öppet busklandskap. Trakten runt Culgoa River är nära nog obefolkad, med mindre än två invånare per kvadratkilometer. Genomsnittlig årsnederbörd är 389 millimeter. Den regnigaste månaden är februari, med i genomsnitt 76 mm nederbörd, och den torraste är oktober, med 1 mm nederbörd.